# CAMRA

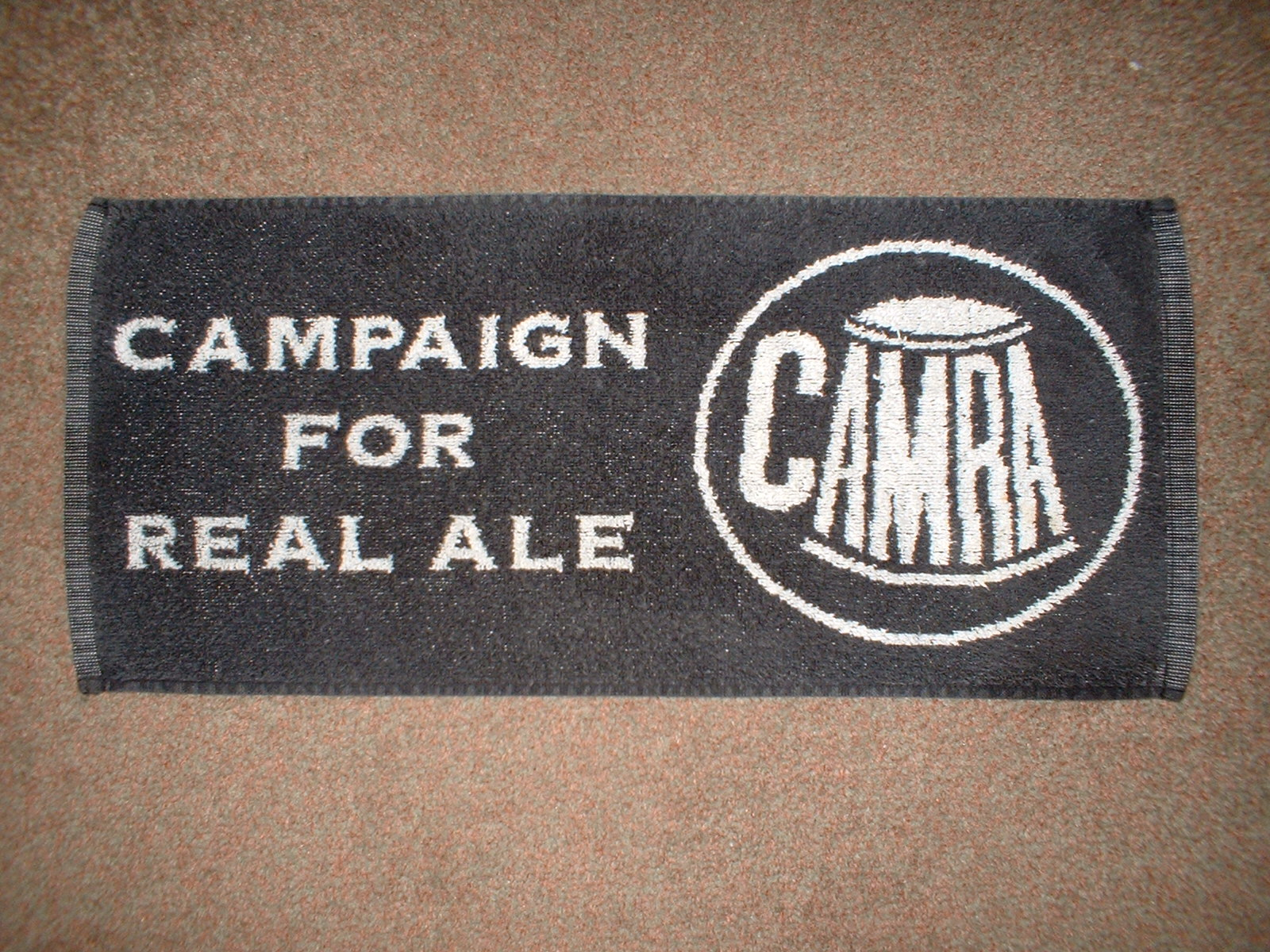
Логотип CAMRA на бирці рушника

Campaign for Real Ale (скорочення CAMRA; з англ. Кампанія за Справжній Ель) — незалежна споживча організація Великої Британії, головною метою якої є просування справжнього елю і традиційних британських пабів. Організація є однією з найбільших споживчих груп у Сполученому Королівстві, та однією із співзасновників Європейський союз споживачів пива (англ. European Beer Consumers' Union).

## Історія

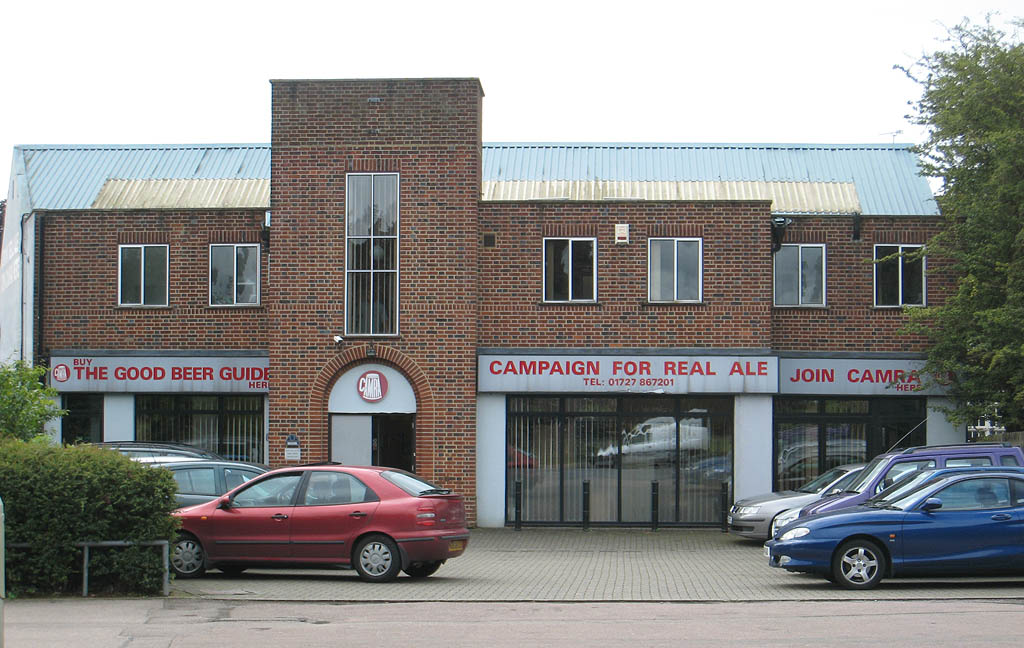
Штаб-квартира організації в місті Сент-Олбанс

Організація створена в 1971 році в місті Данквін (Керрі), Ірландія Майклом Хардманом, Гремом Лисом, Джимом Макіном та Біллом Меллором, які були проти зростаючого масового виробництва пива і гомогенізації британської пивоварної промисловості. Оригінальна назва організації була «Кампанія за Відродження Елю» (англ. Campaign for the Revitalisation of Ale).

## Фестивалі
Організація підтримує та просуває численні щорічні пивні й сидрові фестивалі, які організуються місцевими відділеннями CAMRA по всій території Великої Британії. Як правило, кожний фестиваль бере плату за вхід, ціна якої варіюється залежно від місця проведення, і покриває тільки вхід, або вхід та ⅓, ½ чи 1 пінту пива.
CAMRA також організовує Великий Британський пивний фестиваль, який відбудеться щороку в серпні в Лондоні.

## Нагороди
CAMRA висуває нагороди в галузі пива і пабів, такі як Національний Паб Року. За улюблений паб голосує близько 4000 активних учасників організації з понад двохсот регіонів. Регіональні переможці беруть участь у 16 регіональних змаганнях, що потім відвідуються кількома учасниками голосування, для вибору паба, який їм найбільше сподобався. Найбільш відома нагорода CAMRA — «Пиво-чемпіон Британії» (англ. Champion Beer of Britain), яке вибирається на Великому Британському пивному фестивалі. Серед інших нагород — «Пиво-чемпіон Шотландії» і «Пиво-чемпіон Уельсу».